# Яковишин Оксана Василівна
Окса́на Васи́лівна Якови́шин (20 березня 1993, Братківці, Івано-Франківська область,  Україна) — українська футболістка, екс-нападниця національної збірної України. Учасниця Чемпіонату Європи з футболу серед жінок (2009).

## Життєпис
Народилася у Братківцях на Прикарпатті в родині футболіста-аматора. Займалася футболом у івано-франківській ДЮСШ № 3. На професійному рівні дебютувала у складі калуського «Нафтохіміка» у віці 15 років.
2009 року перейшла до лав чернігівської «Легенди», у складі якої стала чемпіонкою країни та володаркою Кубка. Завдяки впевненій та результативній грі потрапила до заявки збірної України на чемпіонат Європи 2009 року, ставши наймолодшою гравчинею континентальної першості. 2010 року повторила разом з командою минулорічне досягнення, ставши однією з найвлучніших футболісток «Легенди», чим привернула до себе увагу російських клубів.
Протягом 2011 року захищала кольори хімкинської «Росіянки» та «Мордовочки» з Саранська, однак ні там, ні там проявити себе повною мірою не зуміла, отримавши на початку сезону важку травму хрестоподібних зв'язок. Після тривалого лікування та майже дворічної перерви у виступах повернулася до України, де пристала на пропозицію рідного для себе «Нафтохіміка».
Відновивши кондиції, повернулася до Росії, де грала за знайомі вже для себе «Росіянку» та «Мордовочку», а також красногорський клуб «Зоркий».

## Досягнення
У складі «Легенди»
- Чемпіонка України (2): 2009, 2010
- Володарка Кубка України (1): 2009
- Фіналістка Кубка України (1): 2010

У складі «Нафтохіміка»
- Бронзова призерка чемпіонату України (1): 2008

У складі «Росіянки»
- Чемпіонка Росії (1): 2011/12

У складі «Зоркого»
- Бронзова призерка чемпіонату Росії (1): 2015